# Szkizofrénia
A szkizofrénia (ógörögül: σχιζοφρένεια, szkhizofrénia), vagy elterjedt alternatív alakban skizofrénia, néhol hasadásos elmezavar, olyan kóros mentális állapot, amelyet a mentális folyamatok összeomlása, a gondolatok, érzések és cselekedetek közötti összhang felbomlása, rossz érzelmi alkalmazkodás, érzékcsalódások és téveszmék jellemeznek.
A szkizofrénia nem jelent „tudathasadást” vagy „többszörös személyiségzavart” (ezeket manapság disszociatív személyiségzavarnak is nevezik), és gyakran össze is keverik a két betegséget. A kifejezés a betegség jellegzetes megjelenési formájának következtében inkább azt jelenti, hogy „hasadt a szellemi funkció”. Leválik az érzelem a gondolkodásról (pl. nevetve beszél az édesanyja haláláról). További elterjedt tévhit hogy a szkizofrén betegek agresszívak és erőszakos bűncselekményeket követnek el, amelyet a bűnügyi történetekben való felülreprezentáció is táplál. Kutatások szerint a szkizofréniában szenvedők 85-90%-a sosem követ el erőszakos cselekményt, ellenben nagyobb eséllyel áldozata erőszaknak. Egy kanadai felmérés szerint az erőszakos bűncselekmények elkövetői közül 19 százaléknak volt valamilyen mentális betegsége, de csupán 3 százalék esetében volt tulajdonítható a cselekmény a mentális betegség következményének.
A szkizofrénia úgynevezett spektrumbetegség, betegségcsoport, amelynek leggyakoribb megnyilvánulási formái az akusztikus hallucinációk, paranoid vagy bizarr téveszmék, illetve dezorganizált (rendezetlen) beszéd és gondolkodás. Ezekhez gyakran társulnak jelentős szociális és foglalkozási zavarok is. A szkizofrénia rendszerint fázisokban kialakuló betegség, tünetei leggyakrabban a fiatal felnőttkorban jelentkeznek (férfiak esetén 15–25 éves korban, nők esetében 25–35 éves korban jellemző), a betegek 20–40%-ánál a serdülőkor táján jelentkezhet, de kialakulhat későbbi életkorban is. Nők esetében kritikus a gyermekszülés és a változás kora, 40–45 éves korban ismét gyakoribb. Az egész élettartamon át tartó prevalencia körülbelül 0,3–0,7%.
Diagnosztizálásának alapja a megfigyelt viselkedés és a beteg által elmondott tapasztalatok. A személyiség szétesése néha lassan alakul ki, máskor viszont hirtelen, heves zavarodottsággal, érzelmi nyugtalansággal kezdődik. Gyakori az asszociációk felbomlása, az önmagukban értelmes, de összefüggésükben értelmetlen szavak használata. Sokszor jelentkeznek vonatkoztatási és üldöztetési téveszmék, észlelési és koncentrációs zavarok, (elsősorban akusztikus) hallucinációk, bizarr motoros aktivitások. Az érzelmi eltompulás mögött belső nyugtalanság feszül, amely olykor dührohamok formájában tör a felszínre. A tünetek sok lehetséges kombinációja következtében vitatott, hogy a diagnózis egy rendellenességet vagy több, nem összefüggő szindrómát takar-e.
Megfigyelések szerint a genetikai tényezők, a gyermekkori környezeti tényezők (családi stresszek, traumák), neurobiológiai változások, valamint pszichológiai és szociális folyamatok fontos hozzájáruló tényezők, néhány rekreációs vagy receptre kapható gyógyszer előidézheti vagy súlyosbíthatja a tüneteket. Vannak, akik nyugtatókat, antidepresszánsokat vagy ún. rekreációs szereket szednek abból a célból, hogy elnyomják a nemkívánatos érzelmeiket, amelyek esetleg a szkizofrénia első tünetei lehetnek.
A ma legelterjedtebb nézet szerint a szkizofrénia etiológiája a stresszvulnerabilitás modelljével írható le, amely szerint az egyének különböző mértékben sérülékenyek a szkizofréniával szemben. A sérülékenységet biológiai, szociális és pszichológiai faktorok kombinációja határozza meg. A betegség kialakulásának feltétele a környezeti stressz, és ha a sérülékenység kifejezett, akkor relatíve kis mértékű stressz is kiválthatja. Az elmúlt évek kutatásai igyekeztek a különféle vulnerabilitási tényezőket meghatározni. A biológiai vulnerabilitási faktorok közé tartozik az agy strukturális, funkcionális és biokémiai diszfunkciója. A jelenlegi kutatások a neurobiológia szerepére koncentrálnak, jóllehet eddig nem találtak körülírt szervi okot.
A kezelés alapja olyan antipszichotikus gyógyszer, amely főként a dopamin (és néha a szerotonin) receptorok aktivitását csökkenti. A pszichoterápia, valamint a szakmai és szociális rehabilitáció szintén fontos része a kezelésnek. Súlyosabb esetekben – ahol a beteg önmagára és másokra is veszélyes lehet – a kényszerű kórházi gondozás is szükséges lehet, bár manapság a kórházi tartózkodás rövidebb és kevésbé gyakori, mint régebben.
A betegség főként az agy kognitív funkcióit támadja meg, de általában a krónikus viselkedési és érzelmi problémákhoz is hozzájárul. A szkizofréniában szenvedő embereknél egyéb társbetegségek is valószínűsíthetők, beleértve a súlyos depressziót és a szorongásos zavart. A szkizofréniában szenvedőknél csaknem 50% a problémás alkohol- és/vagy drogfogyasztás előfordulási valószínűsége. Gyakoriak a szociális problémák, úgymint a hosszú ideig fennálló munkanélküliség, a szegénység és a hajléktalanság. A szkizofréniában szenvedő emberek átlagos várható élettartama 12–15 évvel rövidebb, mint azoké, akik nem szenvednek ebben a betegségben; ez a gyakoribb testi egészségi problémák és a magasabb öngyilkossági arány (körülbelül 10%) következménye.

## Története

### Elnevezése
A szkizofrénia elnevezés a görög eredetű szkhizein (σχίζειν), „hasadás” és phrén, phren- (φρήν, φρεν-), „elme” szavakból ered, a kifejezést a svájci Eugen Bleuler pszichiáter alkotta 1911-ben. Azelőtt a dementia praecox, Magyarországon régen az ifjúkori elmegyöngeség elnevezést használták. Az 1910-es évek óta a legtöbb országban a szkizofrénia vagy hasadásos elmezavar nevet használják. Japánban az 1933 óta tartó pszichiátriai reformtörekvések eredményeképp 2002-ben átnevezték a betegséget integrációs zavarra (統合失調症). Dél-Koreában 2011 márciusától a Koreai Orvosi Tanács javaslatára húrhangolási betegségként (조현병, 調絃病; csohjonbjong) aposztrofálják, jelképesen a húros hangszerek húrjainak nem megfelelő hangolására utalva.

### Visszaélések a 20. században

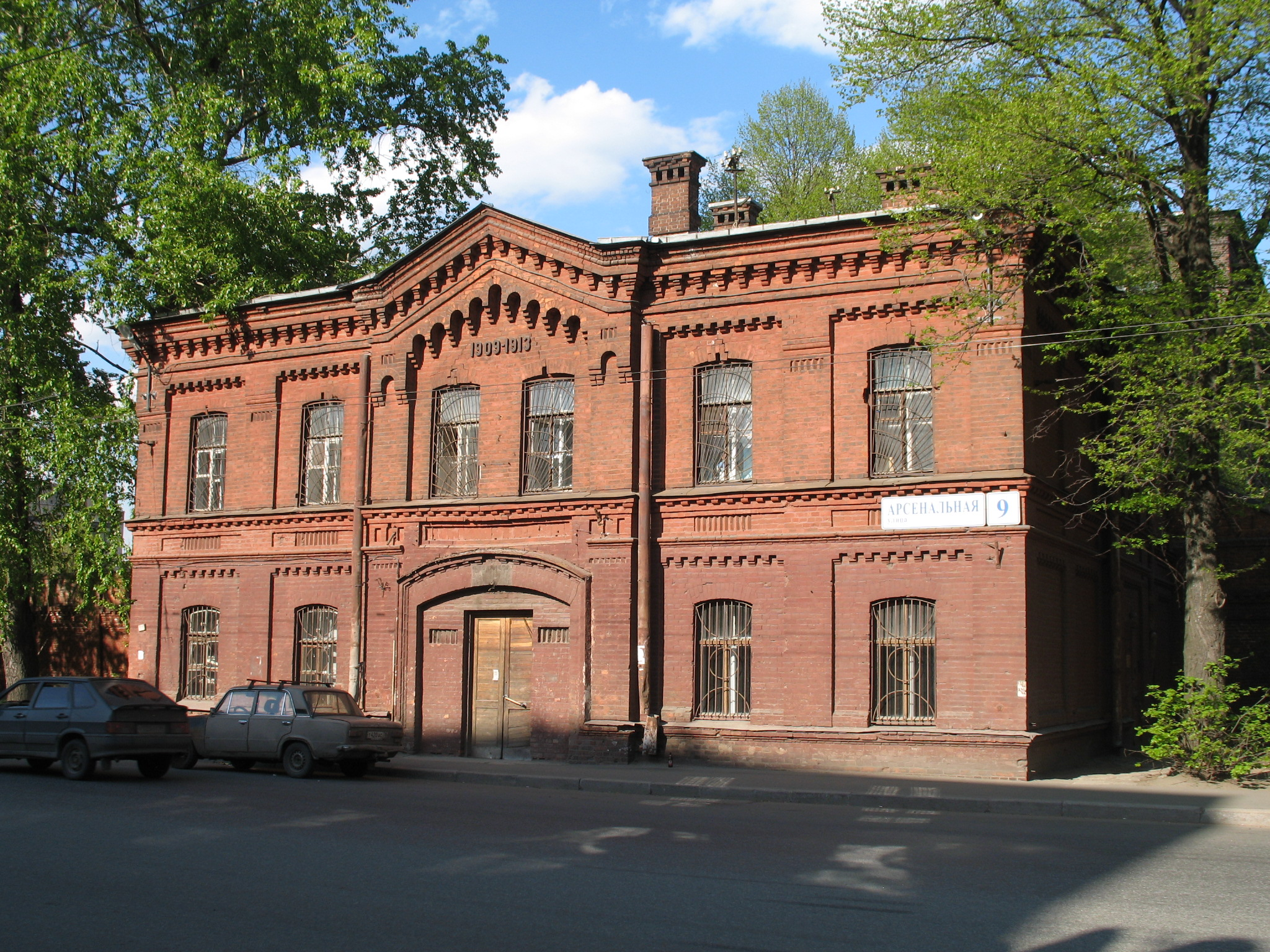
A Leningrádi Speciális Pszichiátriai Kórház, ahol a politikai okokból elmebetegnek minősített egyéneket fogvatartották

Mivel a 20. század első felében születési rendellenességnek gondolták a szkizofréniát betegek százezreit kényszersterilizálták a nemzetiszocialista Németországban, az Egyesült Államokban és egyes skandináv országokban. A nemzetiszocialisták később az Action T4 program keretében a többi „szellemileg alkalmatlan” emberrel együtt a szkizofrén betegeket is megölték.
A Szovjetunióban a szkizofréniát a politikai harc szolgálatába állították, Andrej Sznyezsnyevszkij javaslatára új alkategóriáját állapították meg „lassan terjedő szkizofrénia” (oroszul: вялотеку́щая шизофрени́я) néven. Ezt a diagnózist a politikai disszidensek hiteltelenítésére és gyors bebörtönzésére használták, annak érdekében, hogy mellőzzék az esetlegesen kínos pert. A gyakorlatot szovjet disszidensek hozták nyilvánosságra, és 1977-ben a Pszichiátriai Világszövetség elmarasztalta a Szovjetuniót ezért a 6. Pszichiátriai Világkongresszuson.

## Tünetei

A szkizofrén betegek jelentős részénél grandiózus (magukat hatalmas módon túlbecslő) téveszmék alakulnak ki

A szkizofrénia pszichotikus, mentális megbetegedés, ennek jellemző sajátosságai általánosan elmondhatók a betegekről.
- Pszichózis: „Egy olyan mentális rendellenesség, ahol a gondolkodás, érzelmek, realitástesztelés és a kommunikációs készségek oly mértékben károsodottak, amely meggátolja a környezeti ingerekre való adekvát válaszreakciók kialakulását.”

A klinikai gyakorlatban a következő tüneteket értékelik a szkizofrénia diagnosztizálása során:
- Gondolkodás: betegségbelátás nincs. A logikus gondolkodás zavara: az ok-okozati összefüggések, a célképzetek megszűnése, inkoherens, laza képzettársítás. A gondolkodási folyamat elakadása, elsivárosodása, beszűkülése, az absztrakciós képesség csökkenése.
- Téveszmék (doxazmák): olyan megingathatatlan téves gondolatok vagy hit, ami nem magyarázható a kulturális környezeti hatásokkal. Esetenként idővel egyre jobban kidolgozottá válhatnak, és téveszmerendszerek jöhetnek létre. Tipikus téveszmék: perzekutoros; vonatkoztatásos; grandiózus; bűnösségi; hipochondriás; nihilisztikus; religiózus; miszidentifikáció; féltékenységi; szexuális/amorózus; diszmorfofóbia; befolyásoltság-érzés (a szabad cselekvés érzésének elvesztése); gondolatelvonás, gondolatbeültetés, gondolatsugárzás, a saját gondolatok elidegenedése (a személy külsőnek érzi azokat). Attól függően, hogy a hangulat befolyásolja-e a doxazmák tartalmát, megkülönböztetünk holotím és heterotím doxazmákat. Utóbbinál a téveszmék és a hallucinációk nincsenek összefüggésben az aktuális érzelmi állapottal, és ebben az esetben a viselkedés is nagyon ellentmondásos lehet.
- Érzékelés: általánosságban jellemző, hogy a realitásészlelés nem megfelelő. Gyakoriak a hallucinációk; leginkább akusztikus, ezen belül is főként beszédhangok észlelése, melyek gyakran irányító jellegűek. A vizuális hallucinációk (ezek leggyakrabban vallásos jellegűek) a normál észleléstől eltérőek lehetnek (például fekete-fehérek). Gyakori még a saját testtel kapcsolatos hallucináció is, furcsa, testen belüli folyamatok téves érzékelése. A szag-, íz- és tapintásos hallucinációk viszonylag ritkák. Egyéb rendellenes érzések: deperszonalizáció (saját személyiségét, testét vagy testrészét idegennek, megváltozottnak éli meg), derealizáció (elidegenülés a valóságtól).
- Általános megjelenés: a személyes higiénia és öltözködés elhanyagolása, bizarr viselkedés, visszahúzódás a szociális élettől.
- Beszéd: bizarr intonáció, mutizmus (némaság), neologizmák (új szavak kitalálása és önkényes használata), echolália (a hallott szavak kényszeres, visszhangszerű ismétlése), önmagukban értelmes, de a szövegkörnyezethez nem illő szavak használata.
- Viselkedés: nárcisztikus, repetitív jellegű viselkedés, melyek bizarr formát öltenek. Repetitív mozgások: a betegre jellemző lehet egy-egy furcsa mozdulat, arckifejezés gyakori használata; echopraxia – a látott mozgás gépies utánzása. A viselkedést általában befolyásolja, hogy a pozitív vagy negatív tünetek dominálnak, hogy ha vannak téveszmék, azok milyen típusúak. Gyakori a mozgásos nyugtalanság vagy gátoltság, katatónia esetén katatóniás stupor (megmerevedettség). Gyakori a negativizmus, azaz hogy a beteg megszakítja, visszautasítja környezetével a kapcsolatot, nem beszél, mozog, táplálkozik stb. Egy ritka altípusban a beteg túlnyomórészt néma, bizarr testhelyzetekben mozdulatlanul marad, vagy céltalanul izgatott mozgást produkál, ezek mind a katatónia jelei.[21]
- Affektus: az érzelmek elsivárosodása, eltompulása, vagy esetenkénti indokolatlan túlérzékenység, egymással ellentétes érzelmek egyidejű megjelenése (ambivalencia) ugyanazzal a személlyel, dologgal kapcsolatban.
- Motiváció: a tervező- és kivitelezőképesség csökkenése. Az ambivalencia áttevődhet az akarati életre is, ami az elhatározásokat, döntéseket ellehetetleníti, mindez társul a késztetések csökkenésével.
- Szociális élet: bizalmatlanság, eltávolodás a külvilágtól, és a saját, belső világába való visszavonulás, ami egyrészt a többi tünet következménye, másrészt annak is tulajdonítható, hogy a környezet reakciói a tünetekre általában negatívak. A pszichotikus epizódokban azonban kialakulhat kontrollvesztett állapot, amely során a beteg gyakran túlfokozott kapcsolati igény jeleit mutatja.
- Neurológiai jelek: gyors szemmozgások, finom motoros koordináció zavarai, rossz jobb-bal diszkrimináció, dysdiadochokinesis (nem képes egymással ellentétes mozgások sorozatos elvégzésére), astereognosia (tapintással nem ismer fel tárgyakat).
- A kognitív funkciók romlása (figyelem, munkamemória, tervezés, problémamegoldás), a betegség előrehaladtával növekvő mértékben.
- Dezorganizáció (a térbeli, időbeli, emlékezetbeli tájékozódás, a tudati működések, az ítéletalkotás zavara).

A szkizofrénia nem egységes kórkép és a betegség tünetei sokfélék, nem mind egyszerre fordulnak elő, hanem különböző kombinációkban. A zavarnak legalább 6 hónapig  fenn kell állnia, ezen belül az aktív fázis (SUB) tüneteinek (hallucináció, téveszme, inkoherens beszéd, durván szétesett vagy katatón viselkedés, negatív tünetek) 1 hónapig (gyógyszerezéssel rövidebb ideig) ahhoz, hogy diagnosztizálható legyen. Másképp schizofreniform – 1 nem bizarr tünet 6 hónapig – (schizoform = szkizofréniára hasonlító), paranoid pszichotikus zavart vagy rövid pszichotikus zavart diagnosztizálnak. Pszichotikus tünetek előfordulhatnak mániás állapotban, súlyos depresszióban, az agy organikus sérülése, valamint pszichoaktív szerek intoxikációs vagy megvonási tünetei (kannabisz, kokain, gyógyszerek, alkohol, nikotin, koffein) esetén is.

### A tünetek osztályozása
A tünetek osztályozásával kapcsolatban a legelterjedtebb Timothy Crow és Nancy Andreasen (1991) felosztása, amely két kategóriára osztotta a tüneteket, ezeket újabban a dezorganizált tünetekkel egészítették ki:
- Pozitív (pszichotikus) tünetek: hallucinációk, téveszmék, bizarr viselkedés és inkoherens beszéd. A pozitív tünetek egészséges embereknél általában nem tapasztalhatók, és jól reagálnak a gyógyszeres kezelésre.
- Dezorganizált tünetek: a gondolkodás alaki zavara, dezorganizált beszéd, magatartás, figyelem.
- Negatív tünetek (hiánytünetek): primer negatív tünetek: az érzelmek és a kommunikáció elszegényesedése, gondolati elakadások, a motiváció hiánya, anergia, apátia, anhedónia, a szociális és szexuális aktivitás csökkenése, a figyelem zavara. Szekunder negatív tünetek: a betegség folyamatán kívüli faktorok (például szorongás, depresszió), amelyek kialakulásában a betegség csak közvetve játszik szerepet. Okai lehetnek például a gyógyszerek mellékhatásai, a pszichotikus epizódok következtében létrejött neuron elhalás, a külső környezeti/szociális hatások csökkenése. A negatív tünetek általában rosszul reagálnak a gyógyszeres kezelésre. Kutatások szerint a negatív tünetek inkább hozzájárulnak a szegényes életminőséghez, a funkcionális fogyatékossághoz és a másokra gyakorolt teherhez, mint a pozitív tünetek.[23] Szembetűnő negatív tünetekkel megvert emberek már a betegség kezdete előtt is gyakran nehezen illeszkedtek be a társadalomba, és a gyógyszeres kezelésre is rosszabbul reagálnak.[22][24]

### A tünetek megjelenése
A késői serdülőkor és a korai felnőttkor a szkizofrénia kezdetének legvalószínűbb időszakai, a fiatal felnőtt szociális és szakmai fejlődésében kritikus évek: férfiak esetében 15–25 éves kor, nők esetében 25–35 éves kor. A szkizofréniával diagnosztizált férfiaknál az esetek 40%-ában, nőknél az esetek 23%-ában a betegség 19 éves koruk előtt jelent meg. A szkizofréniával összefüggésbe hozott fejlődési törés minimalizálása érdekében napjainkban intenzív munka folyik a betegség kezdeti (prodromális) szakaszának felismerése és gyógyítása érdekében, amely a tünetek jelentkezése előtti akár 30 hónapra is tehető. Ebben az időszakban már megfigyelhetők a funkcionalitás károsodásának jelei, és olyan aspecifikus tünetek jelenhetnek meg, mint az alvászavar, szorongás, irritabilitás, depressziós hangulat, csökkent koncentráció, fáradtság, szerepfunkciók deteriorizálódása, szociális visszahúzódás.

### A tünetek Schneider-féle osztályozása
A 20. század elején Kurt Schneider pszichiáter felsorolta azokat a pszichotikus tüneteket, amelyek szerinte megkülönböztetik a szkizofréniát a többi pszichotikus zavartól. Ezeket elsőrangú tüneteknek vagy Schneider-féle elsőrangú tüneteknek nevezzük. Ilyen tünet például a külső erő általi irányítottság téveszméje; a meggyőződés, hogy gondolatokat ültetnek be vagy vonnak ki a tudatából; a meggyőződés, hogy a gondolatait mások felé közvetítik; képzelt hangok hallása, amelyek a gondolatait vagy a cselekedeteit észrevételezik; képzelt hangokkal folytatott beszélgetések. Annak ellenére, hogy ezek jelentősen hozzájárultak a jelenlegi diagnosztikai kritériumokhoz, az elsődleges tünetek specifikus volta mára megkérdőjeleződött. Az 1970 és 2005 között végzett diagnosztikai tanulmányok elemzése nem erősítette meg, de nem is vetette el Schneider állításait, és indítványozta, hogy az elsődleges tünetek hangsúlyozottságát a diagnosztikai rendszerek jövőbeni felülvizsgálata során csökkenteni kell.

## Kiváltó okok
A szkizofrénia oka genetikai sérülékenység, amit környezeti tényezők kiválthatnak. Azoknál az átmeneti vagy önkorlátozó pszichózisban szenvedőknél, akiknek a családjában már fordult elő szkizofrénia, 20–40% az esély arra, hogy egy éven belül náluk is diagnosztizálják a betegséget.

### Genetikai okok
Az örökölhetőség szerepét változóan értékelik a genetikai és a környezeti hatások elkülönítésének nehézsége miatt. A genetikai meghatározottságra utaló egyik jel, hogy a szkizofrénia a világon minden társadalomban, kultúrától függetlenül a népesség mintegy 1%-át érinti. A rokonságban előforduló megbetegedés esetén a veszélyeztetettség a rokonsági fokkal arányosan nő. Egypetéjű ikreknél 40–50% a valószínűsége annak, hogy az ikerpár egyik tagjának megbetegedése esetén a másik is megbetegszik, kétpetéjű ikreknél ennek valószínűsége 12–15%, míg más testvérek esetében 8–10%. Annak valószínűsége, hogy egy szkizofrén (biológiai) szülő gyermeke szintén beteg lesz 10–18% (mindkét szülő betegsége esetén 25–46%). Örökbefogadó szülők betegsége esetén ennek valószínűsége 4,8% (ha a biológiai szülők nem szenvednek ebben a betegségben). Valószínű, hogy sok gén érintett a betegség kialakulásában, mindegyikük kis behatású, az átörökítésük és expressziójuk nem ismert. A genetikai meghatározottság valószínűleg a dopamin anyagcserezavarát érinti és több lehetséges kiváltó ok is felmerült, köztük a másolatszám-variációk (olyan kicsi, de jelentős DNS-szegmensek, amelyek hiányoznak vagy megkettőződnek a genomban), a NOTCH4-gén által kódolt fehérje problémái, illetve a hiszton fehérjék helyei. Számos, a teljes genomra kiterjedő összefüggést is kimutattak (például a 804A cink-ujj fehérjével való összefüggést). Jelentős átfedés mutatható ki a szkizofrénia és a bipoláris zavar genetikája közt. Egyes elméletek szerint a lisztérzékenység és a szkizofrénia között is valószínűsíthető kapcsolat.
Az örökölhetőség feltételezéséből kiindulva az evolúciós pszichológia egyik kérdése, hogy miért fejlődtek ki a pszichózis kialakulásának valószínűségét növelő gének, ha – evolúciós szempontból – a betegség maladaptív. Az egyik tudományos elmélet szerint gének játszanak közre a nyelv és az emberi természet evolúciójában, de a mai napig ezek az ötletek megmaradtak elméleti szinten.

### Környezeti okok
A szkizofrénia kialakulásával összefüggésbe hozható környezeti tényezők közé tartozik a lakókörnyezet, a droghasználat és a születés előtti stressz hatása. A szülői nevelési stílusnak valószínűleg nincs jelentősebb hatása, bár a támogató szülőkkel rendelkezők eredményesebbek, mint a kritizáló vagy ellenséges érzületű szülőkkel rendelkezők. A gyermekkorukban vagy felnőttként városi környezetben élőknél egységesen úgy találták, hogy ez duplájára növeli a szkizofrénia kockázatát, még azon felül is, hogy figyelembe vették a rekreációs droghasználat és az etnikai csoport hatását, valamint a társadalmi csoport méretét.
További fontos környezeti tényezőnek számítanak a szociális elszigetelődéssel és a bevándorlással összefüggő hátrányos társadalmi helyzet, a faji megkülönböztetés, a családi kapcsolatok működési zavarai, a szegénység, a munkanélküliség és a rossz lakhatási körülmények.

#### Kábítószerhasználat
Számos kábítószer – például a kannabisz, a kokain, és az amfetaminok – használata összefüggésbe hozható a szkizofrénia kialakulásával. A szkizofréniás betegek közel fele túlzott mértékben használ kábítószert és/vagy alkoholt. A marihuána kiváltója (triggere) lehet a szkizofrénia kialakulásának, míg más kábítószereket inkább a depresszió, szorongás, unalom és magány leküzdésére használnak.
A kannabisz dózisfüggően növeli a pszichotikus zavarok kialakulásának kockázatát, és a gyakori használat következtében megkétszereződik a pszichózis és a szkizofrénia kialakulásának kockázata. Sokan egyetértenek azzal, hogy a kannabiszhasználat hozzájárulhat a szkizofrénia kiváltásához, ez azonban továbbra is vitatott. Az amfetamin, a kokain és kisebb mértékben az alkohol is előidézhet a szkizofréniához nagyon hasonló pszichotikus zavarokat. A szkizofréniában szenvedők között jóval elterjedtebb a dohányzás, mint az átlagnépesség körében, arról viszont nincs kialakult általános nézet, hogy ez a betegség oka lenne.

#### Fejlődési tényezők
A magzati fejlődés során az anyát érő bizonyos hatások – például az oxigénhiány, a fertőzések, a stressz és az alultápláltság – enyhén növelhetik a későbbi élet során kialakuló szkizofrénia kockázatát. A szkizofréniával diagnosztizáltak nagyobb valószínűséggel születtek télen vagy tavasszal (ez az északi félgömb lakosságára jellemző), ami a méhen belüli vírusfertőzések szerepére utalhat. Ez a különbség hozzávetőleg 5–8%.

## Hatásmechanizmusok
Számos magyarázat született már az agy megváltozott működése és a szkizofrénia közötti kapcsolat leírására. Az egyik legelterjedtebb a dopamin hipotézis, amely a pszichózist annak tulajdonítja, hogy az agy tévesen értelmezi a dopaminerg neuronok kisüléseit.

### Pszichológiai okok
A szkizofrénia kialakulásában és lefolyásában számos pszichológiai folyamat játszik szerepet. Érzékelési-észlelési zavart állapítottak meg azoknál a személyeknél, akiknél szkizofréniát diagnosztizáltak vagy annak kockázata áll fenn. Ezek főként stressz hatására vagy zavart állapotban lépnek fel. Bizonyos érzékelési-észlelési jelenségek általános neurokognitív deficitre – például emlékezetkiesésre – utalhatnak, de vannak olyanok is, amelyek kifejezetten bizonyos problémákhoz vagy tapasztalati élményekhez köthetők.
Annak ellenére, hogy kimutathatóan megjelenik az eltompultság, a legújabb kutatási eredmények szerint sok szkizofréniás érzelmileg válaszképes – különösen a feszültséget okozó vagy negatív ingerekre –, ez az érzékenység pedig sebezhetőségi felületet jelenthet a tünetek vagy a pszichotikus zavarok szempontjából. Néhány esetben egyértelműen megállapítható, hogy a téveszmés hiedelmek és a pszichotikus élmények tartalma érzelmi okokra vezethető vissza, és az, hogy az egyén hogyan értelmezi ezeket az élményeket, befolyásolhatja a kialakuló tünetegyüttest. Az elképzelt fenyegetések elhárítására használt „énvédő technikák” hozzájárulhatnak a krónikus téveszmés zavarok kialakulásához. A pszichológiai folyamatok szerepét a szkizofrénia tüneteinek kezelésére használt pszichoterápiák is igazolják.

### Neurológiai okok

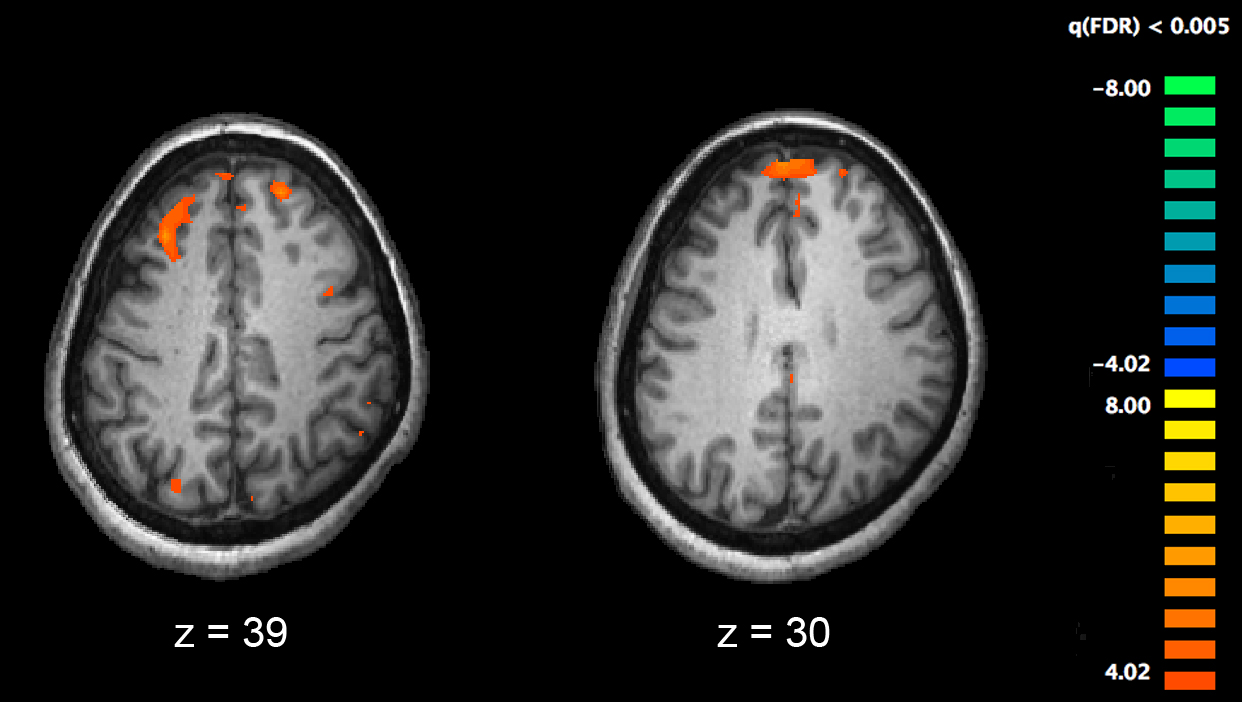
Funkcionális mágneses rezonanciavizsgálattal (fMRI) és egyéb agyi képalkotási technológiákkal jól tanulmányozhatók a szkizofréniával diagnosztizáltak agyi működésének eltérései. A kép az agy két rétegét mutatja egy emlékezőképességet működés közben vizsgáló fMRI kutatás során; narancssárgával kiemeltek azok a területek, amelyek az egészséges kontroll csoportnál aktívabbak, mint a szkizofréniás betegeknél

A szkizofréniás esetek 40–50%-ában az agyszerkezet finom elváltozásai tapasztalhatók, súlyos pszichotikus állapotban az agy kémiája is megváltozik. Neuropszichológiai vizsgálatokat és agyi képalkotási technológiákat (például MRI és PET) használó, az agyműködés eltéréseit kutató vizsgálatok kimutatták, hogy a különbségek leggyakrabban a homloklebenyek, a hippokampusz és a halántéklebenyek területén lépnek fel. Egyes tanulmányok az agytérfogat csökkenéséről számolnak be a homloklebenyi kéreg és a halántéklebenyek területein; a zsugorodás megfigyelt mértéke kisebb, mint Alzheimer-kór esetén. Nincsenek határozott ismereteink arról, hogy ezek a térfogatváltozások súlyosbodnak-e, vagy már fennállnak a betegség bekövetkezése előtt is. Ezeket a különbségeket neurokognitív deficittel hozzák összefüggésbe, amelyek gyakran kapcsolódnak a szkizofréniához. Mivel az idegrendszer megváltozik, felmerült az a javaslat is, hogy a szkizofréniára úgy tekintsünk, mint az idegrendszer fejlődési rendellenességeinek együttesére.
Kiemelt figyelmet szentelnek a dopamin funkciójának az agy mezolimbikus pályáján belül. Ez a hangsúly főként egy véletlenszerű kutatási eredménynek köszönhető, amely szerint a dopamin funkcióját blokkoló fenotiazin-típusú gyógyszerek enyhíthetik a pszichotikus tüneteket. Az a tény is emellett szól, hogy a dopamin-kibocsátást kiváltó amfetaminok jelentősen súlyosbíthatják a szkizofrénia pszichotikus tüneteit. A szkizofrénia dopamin-hipotézise szerint a szkizofrénia (pozitív tüneteinek) oka a D2 receptorok túlzott aktiválódása. Bár az antipszichotikumok D2 dopamin receptor blokkoló hatása alapján már közel 20 éve feltételezték, csak az 1990-es évek közepén nyert bizonyítást a PET és a SPECT képalkotó eljárásokkal készült vizsgálatok során. A dopamin-hipotézist ma már túlegyszerűsítettnek tartják, részben azért, mert a legújabb antipszichotikus gyógyszerek (atípusos vagy második generációs antipszichotikumok) éppen olyan hatékonyak lehetnek, mint a régebbi gyógyszerek (atípusos vagy első generációs antipszichotikumok), viszont befolyásolják a szerotonin szint működését is, dopamin-gátló hatásuk pedig valamennyivel enyhébb.
A glutamát neurotranszmitterek és az NMDA (N-metil-D-aszpartát) glutamát receptor csökkent működése szkizofrénia során szintén az érdeklődés középpontjában állnak, döntően azért, mert a szkizofréniás betegek boncolása során az agy glutamát receptorainak rendellenesen alacsony szintjét tárták fel, valamint annak a felfedezésnek köszönhetően, hogy a glutamát-gátló szerek – például a fenciklinidin és a ketamin – képesek utánozni az állapottal összefüggő tüneteket és érzékelési-észlelési zavarokat. A csökkent glutamát-funkció kapcsolatban van a homloklebenyt és a hippokampusz működését igénylő tesztek gyenge végrehajtásával, a glutamát pedig károsan hathat a dopamin funkciójára. Mind a dopamin, mind a glutamát szintje összefügg a szkizofréniával, és a glutamát rendszer fontos közvetítő (esetleg oksági) szerepet játszhat az állapot kialakulásában. A pozitív tünetek ugyanakkor nem reagálnak a glutamáterg gyógyszeres kezelésre.

## Diagnózis

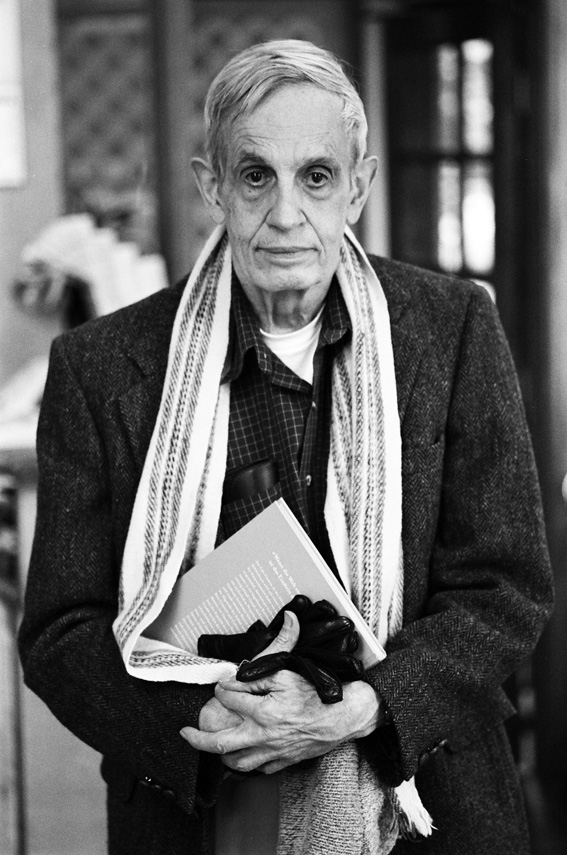
John Nash, amerikai matematikus, az 1994. évi Közgazdasági Nobel-emlékdíj egyik díjazottja szkizofréniában szenvedett. Az ő életéről szól az Oscar-díjas Egy csodálatos elme (2001) című film

A szkizofrénia diagnosztizálásánál az Amerikai Pszichiátriai Társaság Mentális zavarok diagnosztikai és statisztikai kézikönyve DSM-5 verziójában, illetve az Egészségügyi Világszervezet Betegségek nemzetközi osztályozása BNO-10 (angolul International Classification of Diseases, ICD-10) kritériumait veszik alapul. Ezeknél a kritériumoknál figyelembe veszik az érintett személy saját élményeiről szóló beszámolóit, valamint a mások által jelentett viselkedésbeli rendellenességeket, majd ezeket egy mentál-egészségügyi szakember által végzett klinikai felmérés követi. A szkizofréniához társuló tünetek a népesség széles körében jelentkeznek, és a diagnózis felállításához bizonyos súlyossági fokot kell elérniük. 2009-es adatok szerint még nincs objektív teszt.

### Kritériumok
A BNO-10 kritériumokat rendszerint Európa országaiban alkalmazzák, míg a DSM-5 kritériumokat az Egyesült Államokban és a világ többi országában, és ezek irányadók a kutatási vizsgálatok során. A BNO-10 kritériumok nagyobb hangsúlyt fektetnek a Schneider-féle elsődleges tünetekre. A gyakorlatban a két rendszer között kevés az eltérés.
A Mentális zavarok diagnosztikai és statisztikai kézikönyve (DSM-IV-TR) negyedik, átdolgozott kiadása szerint a szkizofrénia diagnózisának felállításához három diagnosztikai kritériumnak kell teljesülnie:
1. Jellegzetes tünetek: Az alábbiak közül két vagy több tünetnek egy hónapos időszak túlnyomó részében (kezeléssel rövidebb ideig) fenn kell állniuk.
  - Téveszmék
  - Hallucinációk
  - Dezorganizált beszéd, ami a formális gondolkodás zavarának megnyilvánulása
  - Túlnyomóan dezorganizált viselkedés (pl. alkalmatlan öltözködés, gyakori sírás) vagy katatón viselkedés
  - Negatív tünetek: tompultság (érzelmi válaszreakciók elszegényesedése vagy hiánya), beszédképesség hanyatlása vagy hiánya, illetve a motiváció hanyatlása vagy hiánya

Ha a téveszmék bizarrnak minősülnek, vagy a hallucinációk során a beteg a cselekvéséről szóló folytonos kommentárt hall, illetve két vagy több, egymással beszélgető hangot hall, akkor a fentieknél csak azt a tünetet kell feltüntetni. A dezorganizált beszéd kritériuma csak akkor teljesül, ha elég súlyos ahhoz, hogy a kommunikációt jelentős mértékben korlátozza.
2. Szociális és foglalkozási funkciók hanyatlása: A zavar fellépése óta eltelt idő jelentős részében egy vagy több funkció – például a munkában, a személyes kapcsolatokban, vagy az önmagáról való gondoskodás terén – szembetűnően elmarad a zavar jelentkezése előtt elért szinttől.
3. Jelentős időtartam: a zavar tünetei legalább hat hónapig folyamatosan fennállnak. A tüneteknek legalább hat hónapig fenn kell állniuk (kezeléssel minimum egy hónapig) ahhoz, hogy a zavar diagnosztizálható legyen.

Ha a zavar tünetei egy hónapnál hosszabb, de hat hónapnál rövidebb ideig állnak fenn, akkor a diagnózis szkizofreniform zavar. Az egy hónapnál rövidebb ideig tartó pszichotikus tünetek esetén a diagnózis rövid pszichotikus zavar is lehet, és a különböző kórállapotok besorolása lehet „máshová nem sorolt pszichotikus zavar”. A szkizofrénia nem diagnosztizálható akkor, ha erőteljes hangulatzavar tünetek állnak fenn (a szkizoaffektív zavar ugyanakkor diagnosztizálható), illetve ha pervazív fejlődési zavar tünetei állnak fenn, kivéve, ha feltűnő téveszmék vagy hallucinációk is megfigyelhetők, vagy a tünet általános kórállapotnak vagy vegyi anyag – például drog vagy gyógyszer – túlfogyasztásának közvetlen fiziológiai következménye.

## A szkizofrénia altípusai
A DSM-IV-TR a szkizofréniát öt alosztályba sorolja, bár a DSM-5 fejlesztői azt javasolják, hogy az új osztályozás ezeket már ne tartalmazza:
- Paranoid (DSM kód 295.3/BNO kód F20.0): vonatkoztatásos, üldöztetéses, nagyzásos téveszmék, gyakran hallucinációk jellemzik, de kevésbé jellemzők a gondolkodási zavarok, a dezorganizált viselkedés, vagy az affektív zavarok (az érzelmi élet elsivárosodása). Gyakori a düh, szorongás, zárkózottság, emellett előfordulhatnak egyéb motívumok is, például féltékenység, vallásosság, vagy szomatikus paranoiák. Általában 30 éves kor után kezdődik, így az érettebb személyiségstruktúra következtében a szociális és érzelmi válaszkészség jobban megmarad.
- Dezorganizált/ hebefrén (DSM kód 295.1/BNO kód F20.1): A gondolkodási zavar és az affektív zavar együttes jelenléte: inkoherens, szétesett gondolkodás, elszegényedett, oda nem illő emócionális válasz, bizarr, általában a környezeti hatásokat figyelmen kívül hagyó viselkedés, a realitásérzékelés súlyos károsodása. A téveszmék, hallucinációk általában szétesettek. A szkizofréniának ez a fajtája általában serdülőkorban kezdődik.
- Kataton (DSM kód 295.2/BNO kód F20.2): alapvetően a pszichomotoriumot érinti. A mozgás intenzitásában megmutatkozó változás szélsőséges lehet, melyek hirtelen váltakozhatnak. Jellemző lehet motoros gátoltság, mutizmus, szélsőséges esetben stupor (megmerevedettség), katalepszia vagy a flexibilitas cerea, amikor egy-egy kényelmetlen helyzetet vesznek fel a betegek, és akár órákon keresztül megtartják azt. Más esetekben céltalan aktivitásfokozódás, nyugtalanság, izgalmi állapot tapasztalható, ez szélsőséges esetben mozgásviharrá fokozódhat. Elemei: jellegzetes pózok, sztereotip mozdulatok vagy grimaszok, modorosság, grimaszok, echolalia (a hallott szavak kényszeres, visszhangszerű ismétlése), echopraxia (a látott mozgás gépies utánzása), negativizmus (a beteg és a környezet közötti kapcsolat megszakadása).
- Nem-differenciált (DSM kód 295.9/BNO kód F20.3): a pszichotikus tünetek megjelennek, de a paranoid, hebefrén vagy kataton kategóriákba nem sorolható be, vagy ezek közül többe is besorolható.
- Reziduális (DSM kód 295.6/BNO kód F20.5): a kórlefolyás sajátosságaira vonatkozó kategória. Legalább egy pszichotikus epizód után pszichotikus tünetek nélkül, a negatív tünetek dominanciája, míg a pozitív tünetek csak csökkent intenzitással vannak jelen. Jellemző még az érzelmi elsivárosodás, a szociális visszahúzódás, az excentrikus viselkedés, a logikátlan gondolkodás és az asszociációk lazulása.

A BNO-10 két további altípust is megkülönböztet:
- Szkizofrénia utáni depresszió: Szkizofrén megbetegedést követően fellépő depresszív epizód, melynek során néhány enyhébb szkizofrén tünet továbbra is jelen lehet. (BNO kód F20.4)
- Szimplex szkizofrénia: A prominens negatív tünetek fokozatos és progresszív kialakulása, korábbi pszichotikus epizódok nélkül. (BNO kód F20.6)

### Egyéb kapcsolódó pszichotikus zavarok
- Szkizotipiás zavar: Távolságtartó, különc viselkedés, rossz kapcsolatteremtő készség, furcsa hiedelmek, paranoid túlértékelések, kényszeres rágódás. Szokatlan, főleg érzékszervi, testi élmények, illúziók. Homályos, körülményes vagy sztereotip gondolkodás, amely különc (bizarr) beszédben és viselkedésben nyilvánul meg. Időnként átmeneti pszichotikus állapotot mutathat.
- Rövid pszichotikus zavar: egy hónapon belül állnak fenn csupán a pozitív tünetek. Gyakori személyiségzavarokban, postpartum (terhességet követően), kábítószerabúzus következtében, vagy egy pszichoszociális stresszorra adott válaszként.
- Szkizofreniform zavar: egy hónapnál hosszabb, de 6 hónapnál rövidebb (2/3-uknál ezt követően szkizofrénia alakul ki).
- Paranoid/Deluzív zavarok: nagyfokú bizalmatlanság, gyanakvás. Téveszméik közelebb állnak a valósághoz, jól kidolgozott, logikusan felépített téveszmerendszert alakíthatnak ki (például összeesküvés elméletek). Gyakoriak az erotomán, féltékenységi, grandiózus, üldöztetéses vagy szomatikus paranoiák. Megjelenésükben rendezettek, kifejezett hallucinációjuk nincsen.
- Szkizoaffektív zavarok: megjelennek a szkizofrénia, mánia és depresszió tünetei együttesen vagy alternáló formában. A pszichotikus tünetek nem állnak összefüggésben a hangulattal.
- Egyéb személyiségzavarok: szkizoid és paranoid alformák.

### Differenciáldiagnózis
Pszichotikus tünetek sok más mentális zavarnál is jelen lehetnek, többek között a bipoláris zavar, borderline személyiségzavar, drogos mámor és drog-indukált pszichózis. A (nem bizarr) téveszmék ugyancsak jelentkeznek a téveszmés személyiségzavarnál, míg szociális visszahúzódás figyelhető meg a szociális szorongás zavar, elkerülő személyiségzavar és szkizotípiás személyiségzavar állapotoknál. A szkizofrénia és a obszesszív-kompulzív személyiségzavar (angolul obsessive-compulsive disorder: OCD) együttes fellépésének számottevő gyakorisága arra enged következtetni, hogy a két zavar összefügghet egymással, bár az OCD során jelentkező téveszmék és a szkizofréniára jellemző téveszmék között nehéz különbséget tenni.
Szükség lehet egy általánosabb orvosi és neurológiai kivizsgálásra ahhoz, hogy kizárhatók legyenek azok az egészségkárosodások, amelyek elvétve pszichotikus szkizofrénia jellegű tüneteket produkálnak, mint például a metabolikus zavar, a szisztémás fertőzés, a szifilisz, a HIV fertőzés, az epilepszia és az agysérülések. Előfordulhat, hogy ki kell zárni a delíriumot, amelyet vizuális hallucinációk, hirtelen kialakulás és ingadozó tudatállapoti szint alapján lehet megkülönböztetni, és amely egy alapbetegség meglétét jelzi. Visszaeséskor többnyire nem ismétlik meg a kivizsgálásokat, hacsak nincs specifikus orvosi indikáció vagy esetleges nem kívánt mellékhatás egy antipszichotikus gyógyszer következtében.

## Megelőzés
Jelenleg nincs megbízható bizonyíték arra, hogy a szkizofrénia korai beavatkozás útján megelőzhető lenne. Habár van némi bizonyíték arra, hogy a korai beavatkozás a pszichotikus epizódon átesett egyéneknél rövidtávon kedvező eredményekkel járt, ezek az intézkedések öt év után is csak kevés előnnyel jártak. A szkizofrénia megelőzésére a prodromális szakaszban tett próbálkozás előnye bizonytalan és emiatt nem javallott (2009-es adat). A megelőzés nehéz, mivel nincsenek megbízható markerek a betegség későbbi kialakulására vonatkozóan. A szkizofrénia egyes esetei azonban késleltethetők vagy akár megelőzhetők a kannabisz használata elleni ismeretterjesztés révén, különösképp a fiatalkorúak körében. A kannabisszal indukált pszichózisra fogékonyabbak lehetnek azok a személyek, akiknek családjában már előfordult szkizofrénia. Egy kutatás pedig azt állapította meg, hogy a kannabisz által kifejlődő pszichotikus zavart az esetek mintegy felében maradandó pszichotikus betegség kialakulása követi.
Az elméleti kutatások olyan stratégiákat alkalmaznak, amelyek segítségével csökkenthető lehet a szkizofrénia előfordulásának gyakorisága. Az egyik megközelítés szerint azt próbálják megismerni, hogy genetikai és neurológiai szinten milyen eseménynek tudható be a betegség, és ennek révén kidolgozhatják majd az orvosbiológiai beavatkozásokat. Ezt azonban megnehezíti a környezet és több, kisebb és eltérő genetikai hatás interakciója. Egy másik lehetőség, hogy közegészségügyi stratégiák segítségével szelektíven foglalkozzanak azokkal a társadalmi-gazdasági tényezőkkel, amelyeket összefüggésbe hoztak a szkizofrénia gyakoribb előfordulásával egyes csoportokban, például a bevándorlással, etnikai hovatartozással, vagy szegénységgel kapcsolatban. A népesség egészére kiterjedő stratégiák ösztönözhetik a biztonságos terhességet és egészséges fejlődést támogató szolgáltatásokat, beleértve pszichológiai fejlődés területeit is – például a szociális ismeretek elsajátítását. Nincs azonban elegendő bizonyíték ahhoz, hogy ezek az elképzelések napjainkban megvalósíthatók legyenek, és számos tágabb kérdéskör nem kifejezetten a szkizofréniával kapcsolatos.

## Hosszmetszeti lefolyása
Prodromális szakasz (a betegséget megelőző szakasz, 1–12 hónap): jellemző a tanulmányi vagy munkaképesség csökkenése, a szociális visszahúzódás, szociális normák figyelmen kívül hagyása, a személyes higiénia elhanyagolása, furcsa, megváltozott beszédstílus, viselkedés és gondolkodásmód, az általános érdeklődés és motiváció csökkenése, reménytelenség érzése. A prodromális szakaszt nem feltétlenül követi szkizofrénia kialakulása.
Kezdete: Általában a serdülő- vagy a fiatal felnőttkorban kezdődik, férfiak esetében általában korábban, mint nőknél, paranoid szkizofrénia kezdete általában későbbre tehető, a tünetek 30 éves kor után kezdődnek. A tünetek nem egyszerre jelentkeznek, gyakran jelennek meg először a negatív tünetek, majd később a pozitív tünetek, és ezek között akár 5 év is eltelhet.
Subok (epizódok): A pszichotikus (pozitív) tünetek megjelenése a subokban felerősödik, ezek alatt a betegség gyors előrehaladása figyelhető meg, főként a betegség első szakaszában. A subok általában időnként visszatérnek, de az első epizódot nem feltétlenül követi több, ezzel ellenkező esetben az is elképzelhető, hogy a fokozott pozitív tünetek nem epizodikusan jelentkeznek, hanem folyamatosan fennállnak. Az epizódok után/között a negatív tünetek továbbra is fennállhatnak, de intenzitásuk változó lehet (szociális funkcióromlás igen gyakran tapasztalható).
Reziduális szakasz: már nincs jelentős állapotrosszabbodás, leépült, kiüresedett érzelmi és szociális élet, ha a pszichotikus tünetek fennmaradnak, a beteg különösebb érzelmi töltés nélkül reagál rájuk.

## Epidemiológia
| nincs adat ≤ 185 185–197 197–207 207–218 218–229 229–240 | 240–251 251–262 262–273 273–284 284–295 ≥ 295 |

A szkizofrénia hatását mutató, egészségkárosodással korrigált életév, 2004-ben
nincs adat
≤ 185
185–197
197–207
207–218
218–229
229–240
240–251
251–262
262–273
273–284
284–295
≥ 295

A szkizofrénia az emberek mintegy 0,3–0,7%-át érinti életük valamely pontján, vagyis egy 2011-es adat alapján világszerte 24 millió embert érint. A betegség 1,4-szer gyakrabban jelentkezik férfiaknál, mint nőknél, és jellemzően férfiaknál alakul ki korábban, a 20–28. életév között, míg nőknél 26–32 éves kor között a leggyakoribb. A szkizofrénia jelentkezése a gyermekkorban sokkal ritkább, csakúgy, mint a középkorúak és idősek körében. A széles körben elfogadott hiedelem szerint a szkizofrénia a világ minden pontján hasonló arányokban jelentkezik, azonban a betegség előfordulásának gyakorisága változó mind országonként, mind helyi és közvetlen környezeti adottságok szerint. A világviszonylatban számított egészségkárosodással korrigált életévek körülbelül 1%-át okozza. A szkizofrénia előfordulási arányát a betegség definíciója is befolyásolja: a meghatározásától függően akár háromszoros eltérést is mutathat egyes országok között.

## Kezelése
Régebben gyógyíthatatlan betegségnek tartották, a modern antipszichotikus gyógyszerekkel azonban a pszichotikus tünetek visszaszoríthatók vagy meg is szüntethetők. Gyógyszer nélkül, kizárólag pszichoterápiával a betegség nem gyógyítható, ugyanakkor nagyon fontos a pszichiátriai kezelés.
Kezelése többszintű: gyógyszeres, pszichoterápiás (ez többnyire támogató, felvilágosító). A gyógyszeres kezelésben alkalmazott antipszichotikumok lehetnek tipikus és atipikus antipszichotikumok (ezekből már 3 generáció létezik). A gyógyszerek hatása többnyire a limbikus, mezokortikalis rendszer szinapszisaiban megnövekedő dopamin mediátor szinttel hozható összefüggésbe.

### Alternatív gyógymódok
A betegség és a táplálkozás között is valószínűsíthető összefüggés. Speciális táplálkozással (ketogén diéta, gluténmentes) egyes betegeknél (körülbelül 10-20%) jelentős javulást, tünetcsökkenést lehet elérni.
Amerikai és francia tudósok szerint a dohányban lévő nikotin hatékonyan alkalmazható szkizofréniában szenvedő emberek agytevékenységének normalizálására, ezért nem csoda, hogy sok ilyen betegségre hajlamos ember ösztönösen sokat dohányzik.

## Komplikációk
A szkizofréniában szenvedőknél fennáll a veszély a súlyos depresszió kialakulására. Ilyenkor azonnal cselekedni kell, mert ebben az állapotban a betegek többsége hajlamot, sőt akár késztetést érez az öngyilkosságra, és sajnos néhány esetben ezt nem ismerik fel időben, vagy a beteg nem mondja el a kezelőorvosának. Ha mégis, ilyenkor antidepresszánsokkal kezelik a depressziót.

## BNO
- F20 Szkizofrénia
  - F20.0 Paranoid szkizofrénia
  - F20.1 Hebefréniás szkizofrénia
  - F20.2 Kataton szkizofrénia
  - F20.3 Nem differenciálható szkizofrénia
  - F20.4 szkizofrénia utáni depresszió
  - F20.5 Reziduális szkizofrénia
  - F20.6 szkizofrénia simplex (Egyszerű szkizofrénia)
  - F20.8 Egyéb szkizofrénia
  - F20.9 Nem meghatározott szkizofrénia

## A szkizofrénia egyéni pszichoterápiája

### Személyes terápia
A terápia üteme a páciens igényeihez és fejlődésének üteméhez igazodik. A kezeléshez tartozik a stresszcsökkentés, az újraértelmezés és a munkaképesség segítése, visszaállítása. Minden 30-45 perces heti ülés igazodik a betegség szakaszához. A kezdeti fázisban a páciens a stressz és a tünetek közötti kapcsolatról tanul. A középső fázisban relaxációs és újraértelmezési technikákat sajátítanak el, amelyekkel a stressz csökkenthető. A harmadik fázisban a páciens lehetőséget kap, hogy ezeket a készségeket társas és munkahelyi környezetben is használja. Ez rendszerint körülbelül 18 hónapos kezelési periódust vesz igénybe.
Az optimális pszichoterapeuta képes tolerálni impulzív érzelmeket, tudja kezelni az elutasítást, zavarodottságot és a frusztrációt. A külső körülmények szempontjából fontos, hogy a terápia olyan közegben történjen, amely támogató. Javasolt, hogy más vezesse a pszichoterápiát és más döntsön a mindennapi elbocsátás és gyógyszerelés vonatkozásában.
„Hogyan tudjuk motiválni az embereket arra, hogy visszatérjenek a világba? Úgy, hogy hagyjuk, hogy belénk szeressenek.” (Semrad). A legfontosabb a részvétel, a belépés, a páciens pszichotikus világába. Döntő ez a szakasz, mivel a páciens ellene dolgozik a kapcsolatnak, de mivel a betegek igénylik a kapcsolatot, ha a terapeuta képes rá, a páciens ráhagyatkozik a bizalom és a melegség légkörére. Az ekkor alkalmazott technikák lényege, hogy a terapeuta biztonságos legyen, képes legyen optimális kapcsolati távolság beállítására, és ne legyen passzív. Fontos a terapeuta toleranciája és türelme.
A pszichoterápiában technikai szempontból nem elsősorban a megtanulható technikák jelentősek, hanem a döntő tényező a terapeuta hozzáállása a kapcsolatban. Fontos a terapeuta elérhetősége, állandósága, ne legyen túlzottan magabiztos. A terápiának nem lehet külső kereteket szabni. Fontos az optimizmus, a furcsaságok tolerálása.
Az ellenállás mindig megjelenik, de tudni kell, hogy ez a páciens utolsó kísérlete, hogy az én-vesztést elkerüljék. Az ellenállás megnyilvánulhat csend formájában, amit javasolt nem sokáig hagyni. Próbáljunk neutrális dolgokat mondani, vagy diszkréten szóra bírni a beteget, vagy mondjuk, hogy tartsunk szünetet. A hosszú csend fokozhatja a beteg negativizmusát. A csendet ne interpretáljuk.

### Kognitív viselkedésterápia
A szkizofrénia ezen kezelése a depresszió és a szorongásos zavarok kezelésére kifejlesztett módszereken alapszik. A szkizofrén betegeknél a legkorábbi elváltozások a figyelem területét érintik.
A kognitív viselkedésterápia fókuszában a pszichotikus tünetek állnak. A fő cél az, hogy csökkenjen a tünetek által okozott stressz. A pszichotikus élmények egyrészt az információfeldolgozással foglalkozó alapvető folyamatok zavarából, másrészt a szokatlan értékelésekből és ítéletalkotásból fakadnak.
Mint mindannyian, a páciensek is arra törekszenek, hogy értelmet adjanak élményeiknek, tapasztalataiknak. Az ezekre adott magyarázataik és ahogyan élményeiket feldolgozzák, befolyásolják a tünetek kifejlődését és megjelenését. A terápia célja tehát az, hogy hozzásegítsük a pácienseket, hogy megértsék azokat a folyamatokat, melyek befolyásolják gondolataikat és érzelmeiket és így átértékelhessék pszichotikus élményeiket. A terápia magába foglalja a gondolatok és vélekedések azonosítását, a vélekedésekre vonatkozó bizonyítékok újraértékelését. A terápiás célok tehát:
A terápia strukturált és időhatárolt. A terápia hossza 6–12 hónap, heti vagy kétheti ülésekkel, 12–30 ülésben.
Megküzdő stratégiák fokozása: A terápia kezdetén számba veszik a tünetek előzményeit és következményeit, illetve a már meglévő megküzdő mechanizmusokat. Ezt követően a terapeuta megtanítja a páciensnek, hogyan azonosítsa a pszichotikus tüneteket, majd valamilyen megküzdő stratégiát választanak, ami az adott tünet szempontjából alkalmasnak látszik.
A compliance terápia egy rövid, kognitív viselkedésterápián alapuló kezelési forma, melynek az a célja, hogy akut pszichotikus pácienseknél javítsa a gyógyszeres kezeléssel való együttműködést.

## Csoportos terápiák

### Pszichoedukációs megközelítések
Ezeknek célja az, hogy fejlesszék a páciensek betegséggel kapcsolatos ismereteit. Információkat nyújtanak a tünetekről, a stressz és a sérülékenység szerepéről és a kezelési lehetőségekről. A pszichoedukáció fontos részét képezheti más kezelési módoknak, de önmagában a kezelés kimenetelét nem javítja.

### Családterápia
A családterápiák a betegség kimenetelét javítják a családon belüli stressz csökkentésével, a megküzdés javításával és a szkizofréniával kapcsolatos tudás gyarapításával. Ezek olyan jelenségek, melyek szorosan összefüggenek azzal, hogy a betegek milyen gyakran esnek vissza, milyen gyakran jelennek meg, súlyosbodnak újra a tünetek.

### Szociális készségfejlesztő tréning
Ez a módszer gondosan körülírt beavatkozások sorából áll, amelyeknek a társas készségek elsajátítása a célja. Jelenleg 3 modell létezik: Lényege, hogy a leggyakoribb szociális készségeket (kommunikáció elkezdése, fenntartása, lezárása, stb.) sokszor gyakorolják és a való életbe is átültessék, automatikussá tegyék.

### Nonverbális terápiák
A nonverbális pszichoterápia megnevezés gyűjtőfogalma mindazoknak a – többnyire csoportterápiás – módszereknek, melyekben középpontjában a nem verbális önkifejezési, kommunikációs módok állnak.
Aktív zeneterápia: Félig nyitott kettős vezetésű, heti csoportterápia. A hangszerek elsősorban ritmushangszerek; könnyen játszható és egyben játékra felhívó eszközök. A technikák, gyakorlatok, melyek zenei imitációra, történések, helyzetek megjelenítésére, egyéni, párbeszéd jellegű, majd együttes zenei és mozgásimprovizációra vonatkoznak.
Mozgás- és táncterápiák: E kinetikusnak is nevezett terápiaformák a személyiség alakulásában a pszichomotorium szerepét, a pszichés zavarok megjelenésében a preverbális időszak károsodásait meghatározónak tartják és felfogásukban a pszichopatológiai állapotok szükségképpen tükröződnek a cselekvési, testkép- és kommunikatív zavarokban, kifejeződnek a testnyelven keresztül.
A táncterápiás csoportok gyakran közös meditációval indulnak, majd a csoporttagok egyenként, egymás után a maguk által kiválasztott zenére táncolnak, jelenítik meg érzéseiket, fejezik ki önmagukat egy kreatív mozgásimprovizáció során, melyet a csoporttársak támogató, pozitív verbális visszajelzése követ. A csoporttagok gyakran ritmushangszerekkel, tapssal, zümmögéssel is kísérik táncoló társukat. A terápiát egy együttes meditáció zárja.
A nonverbális módszerek hidat képeznek a későbbi verbális kifejezésformákhoz is.

## Fordítás
- Ez a szócikk részben vagy egészben a Schizophrenia című angol Wikipédia-szócikk ezen változatának fordításán alapul.  Az eredeti cikk szerkesztőit annak laptörténete sorolja fel. Ez a jelzés csupán a megfogalmazás eredetét és a szerzői jogokat jelzi, nem szolgál a cikkben szereplő információk forrásmegjelöléseként.